# Battle Beast
Battle Beast — финская хэви-метал-группа из Хельсинки.

## История
Группа была основана в 2005 году. За период 2005—2010 годов были записаны 4 демо-пробы. В 2010 году группа выиграла международный музыкальный конкурс «Finnish Metal Battle», благодаря чему она в 2011 году была приглашена участвовать в музыкальном фестивале Wacken Open Air наряду со всемирно известными музыкальными коллективами, такими как Apocalyptica, Sepultura и Cradle of Filth. В том же году вышел дебютный альбом Steel, а в ноябре группа подписала контракт с крупным немецким мейджор-лейблом Nuclear Blast Records на его международный выпуск, намеченный на январь 2012 года.
В 2012 году группа была выбрана для поддержки своих соотечественников из группы Nightwish в рамках их европейского турне. В феврале 2012 года Battle Beast (наряду с ещё девятью группами) была особо отмечена на Finnish Metal Expo (проводимое в рамках Helsinki Metal Meeting) в категории «Новинки 2011 года».
19 августа 2012 года Нитте Вало, вышедшая замуж и к тому моменту уже взявшая фамилию мужа Вянскя, разослала остальным участникам группы письмо, в котором объявила о своём уходе из группы, чтобы посвятить больше времени своей семье. В официальном комментарии группы, опубликованном в сентябре, подчёркивалось, что подобное решение бывшей вокалистки было полной неожиданностью для группы, однако новая вокалистка была найдена довольно быстро. Ею стала Ноора Лоухимо. Запись второго альбома была запланирована уже с участием Нооры. Кроме того, группа приняла участие в ноябрьском туре соотечественников Sonata Arctica, рассчитанном на 20 концертов в 11 странах.
В феврале 2013 группа сообщила, что «по коммерческим причинам» выход второго альбома отложен на июнь. В марте было объявлено о завершении записи второго альбома, получившего название, идентичное названию группы. Новая дата релиза была назначена на 17 мая. В назначенный срок альбом также был выложен на веб-сайт SoundCloud для онлайн-прослушивания альбома. В финском национальном чарте альбом дебютировал на пятом месте.
26 февраля 2015 года основатель группы и автор всех песен Антон Кабанен покинул группу. Группа опубликовала следующую информацию на своей официальной странице в социальной сети Facebook: «После длительного и непростого обсуждения Battle Beast решили пойти разными путями с гитаристом Антоном Кабаненом. Это связано с музыкальными разногласиями и множеством других неразрешимых вопросов, возникших в группе. Кабанен заявил, что он будет продолжать писать музыку в других проектах. Группа не будет давать интервью по поводу этой темы». В том же году Кабанен основал свой новый проект — Beast in Black.

## Участники
- Ноора Лоухимо — вокал (с 2012)
- Юсо Сойнио — гитара (с 2005)
- Эро Сипиля — бас-гитара, вокал (с 2005)
- Янне Бьеркрот — клавиши (с 2005)
- Пюру Викки — барабаны (с 2005)

Бывшие участники
- Нитте Вянскя-Вало — вокал (2008—2012)
- Антон Кабанен — гитара, вокал (2008—2015)

## Дискография
Студийные альбомы
- Steel (2011)
- Battle Beast (2013)
- Unholy Savior (2015)
- Bringer of Pain (2017)
- No More Hollywood Endings (2019)
- Circus of Doom (2022)

Синглы
- Show Me How To Die (2011)
- Enter The Metal World (2011)
- Into The Heart Of Danger (2013)
- Black Ninja (2013)
- Madness (2014)
- Unholy Savior (2015)
- King For a Day (2016)
- Familiar Hell (2017)
- No More Hollywood Endings (2019)
- Eden (2019)
- Master of Illusion (2021)
- Eye of the Storm (2021)
- Where Angels Fear to Fly (2022)

Демо
- Demo I (2006)
- Demo II (2008)
- Demo III (2009)
- Demo IV (2010)